# Sartaq Kan
Sartaq (también transcrito como Sartak o Sartach, en mongol: Сартаг, en tártaro: Сартак) Kan (? - 1257) fue el hijo de Batú Kan y su esposa Boraqchin de Alchi . Sartaq fue el sucesor de Batú como kan de la Horda de Oro.

## Reinado
Viviendo aún su padre ya participaba en el gobierno, siendo responsable de la zona entre los ríos Don y Volga. Según diversas fuentes, Sartaq era un cristiano nestoriano, aunque otras dudan de su ortodoxia religiosa. Su padre Batú tuvo 16 mujeres, siendo la principal la madre de Sartaq. 
En 1252, Alejandro Nevski se reunió con Sartaq en Sarai para obtener el yarlyk o nombramiento como Gran Príncipe de Vladímir vasallo del kanato Kipchak. Según Lev Gumilev fue honrado como anda (hermano jurado, semejante a hermano de sangre) de Sartaq e hijo adoptivo de Batú Kan. En 1253 recibió una embajada francesa liderada por Rubruquis.
Su reinado como kan de la Horda de Oro fue breve. Sucedió a su padre tras morir este en 1255 pese a que según la tradición el trono debía pasar al hermano de su padre, Berke, y como tal asistió al kurultai de 1255. Murió en 1256 antes de regresar de la corte del Gran Kan Möngke en Mongolia, apenas un año después de fallecer su padre. Probablemente fuera envenenado por sus tíos Berke y Berkhchir. Sartaq fue sucedido por Ulaqchi brevemente en 1257, antes de que su tío Berke ocupara el trono. No hay consenso sobre si Ulaqchi era su hermano o su hijo.
Sartaq dejó una hija llamada Feodora (o Theothiure), casada con Gleb Vasilkovich, primer príncipe de Beloozero y Rostov y nieto de Konstantín de Rostov.